# Kronenbrot
Die Kronenbrot GmbH war eine Großbäckerei mit Sitz im nordrhein-westfälischen Würselen.

## Geschichte
Das Unternehmen wurde 1865 von Franz Joseph Mainz in Würselen in der Städteregion Aachen als Handwerksbäckerei gegründet und begann 1915, geleitet von seinem Enkel Franz Mainz, erstmals unter dem Namen Kronenbrot auch die Umgebung Aachens zu beliefern.

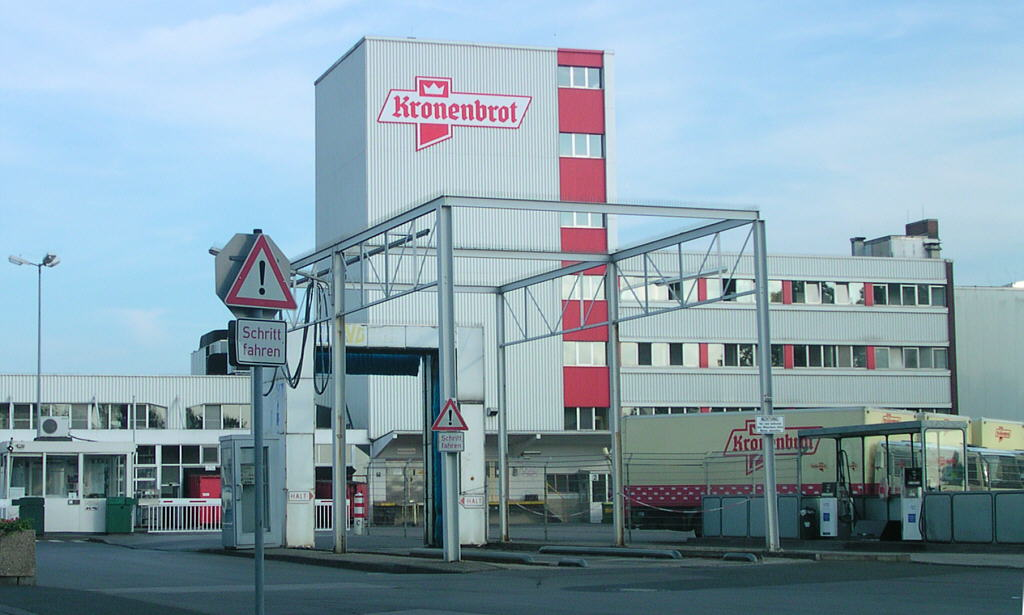
Ehemaliges Firmengebäude in Würselen (2006)

Die Kronenbrot GmbH war mit rund 1000 Mitarbeitern an Produktionsstätten in Würselen, Köln und Witten der größte Anbieter von Backwaren in Nordrhein-Westfalen und belieferte etwa 3000 Lebensmittelhändler und Großverbraucher in Nordrhein-Westfalen, Rheinland-Pfalz, Belgien, den Niederlanden und Frankreich. Sie gehörte damit zu den fünf größten Backwarenherstellern Deutschlands.
Seit 1985 wurde die Kronenbrot GmbH jährlich mit dem Bundesehrenpreis des Bundesministeriums für Ernährung und Landwirtschaft für die Qualität der Backwaren ausgezeichnet.
Anfang 2017 übernahmen Fonds, die von der britischen Investmentfirma Signal Capital Partners des früheren Deutsche-Bank-Managers Elad Shraga beraten werden, das Unternehmen mit allen drei Produktionsstätten.
Im Juni 2019 stellte Kronenbrot einen Insolvenzantrag, der Betrieb lief jedoch vorerst weiter.
Am 25. Juli 2019 wurde bekannt, dass das Unternehmen seinen Betrieb am 31. Juli 2019 einstellt und alle Mitarbeiter entlassen werden.
Die Standorte der Kronenbrot-Werke wurden anschließend wie folgt genutzt:
- Das Werk in Witten wurde von Harry-Brot übernommen.[6]
- Das 48.000 m² große Gelände in Würselen wurde im Oktober 2022 von einem Immobilienentwickler übernommen und soll unter dem Projektnamen „Kronenhöfe“ in ein Wohnquartier umgewandelt werden.[7]
- Das 17.500 m² große Gelände in Köln-Höhenberg wurde im August 2021 von einem Immobilienentwickler übernommen und soll in ein Wohn- und Kleingewerbe-Quartier umgewandelt werden.[8]